# Aborto en Bulgaria
El aborto en Bulgaria ha sido legal desde el 1 de febrero de 1990, cuyo procedimiento se realiza previo a las 12 semanas de gestación. Entre las 12 y 20 semanas de gestación, el aborto está solamente permitido para las mujeres que padecen una enfermedad que ponga en riesgo tanto su vida como la del niño; y posterior a las 20 semanas, el aborto se permite solamente si se pone en riesgo la vida de la madre, o el feto gravemente dañado de forma genética.
Los abortos fueron legalizados por un decreto del Ministerio de Salud Pública el 27 de abril de 1956, en la que proporcionaba el aborto para todos los embarazos en las primeras 12 semanas de gestación bajo cualquier causal, y si era posterior a esas semanas, debía ser solo bajo motivos terapéuticos. Sin embargo, en 1968, el gobierno impuso restricciones severas bajo el fin de contrarrestar las bajas tasas de natalidad. La mayoría de abortos requerían la aprobación de una junta médica especial, y el procedimiento era negado a las mujeres sin hijos, a menos de que fuese por razones terapéuticas. Solo las mujeres mayores de 45 años o con tres o más hijos podían obtener un aborto bajo petición, excepto si el embarazo tanga más de 10 semanas de gestación o la mujer ya había realizado un aborto en los últimos 6 meses. Las restricciones se ampliaron en abril de 1973, para cubrir a las mujeres sin hijos o con hijo único; los abortos solo podían realizarse en los casos de violación o incesto, para mujeres no casadas menores de 18 años, para mujeres mayores de 45 años con un hijo vivo, o en los casos de enfermedades que pongan en riesgo la vida de la madre o inviabilidad fetal. Las restricciones se vieron ligeramente reducidas en 1974, pero gran parte de las que quedaban no fueron derogadas hasta el 1 de febrero de 1990.
El índice de aborto en Bulgaria, el cual era de 21.3 abortos  por 1 000 mujeres entre 15 y 44 años en 2003, ha estado en declive. En 2010,  es de 14.7 abortos  por 1 000 mujeres entre 15 y 44 años. Los altos índices de abortos en el país, lo ha convertido en un problema de salud pública.
La mifepristona (aborto médico) fue registrado en 2013.